# Катехакис, Георгиос
Георгиос Катехакис (греч. Γεώργιος Κατεχάκης, 1881—1939) — греческий офицер и политик первой половины XX века.
Отмечен историографией в Борьбе за Македонию, под псевдонимом Капитан Рувас (Καπετάν Ρούβας) в период 1904—1905.
Впоследствии принял участие в Балканских войнах и Первой мировой войне. Дослужился до звания генерал-майора.
В своей политической карьере был трижды Военным министром (1924, 1930—1932, 1933), а также губернатором Западной Фракии (1922—1923) и Крита (1928—1930).

## Молодость
Георгиос Катехакис родился в 1881 году селе Помпиа Ираклиу острова Крит бывшего тогда ещё под контролем Османской империи.
Его отец Катехакис, Антониос, был одним из руководителей Критского восстания 1866—1869 годов.
Старик Катехакис принял участие в критских восстаниях 1878, 1889 и 1896 годов и неоднократно избирался в Критский парламент до самой своей смерти.
После восстания 1897—1898 Крит номинально оставался османской территорией, но было образовано автономное Критское государство.
Молодой Георгиос Катехакис уехал в Греческое королевство и поступил в Военное училище эвэлпидов , которое закончил в июле 1902 года, в звании лейтенанта пехоты.

## Македония
В период когда Катехакис окончил училище, на территории Османской Македонии развернулась, так называемая, Борьба за Македонию, которая имела не только и не столько антиосманский характер, но носила характер антагонизма между различными национальными группами христианского населения Македонии, в основном между греческим и верным Константинопольскому патриарху славяноязычным населением и болгарским населением и последователями болгарской экзархии.
Правительство Греческого королевства, находясь под международным финансовым контролем, опасалось дипломатических осложнений и не проявляло инициатив в македонском вопросе. Инициативу взяли в свои руки молодые офицеры, такие как Павлос Мелас Константинос Мазаракис Катехакис и другие:58.
Катехакис был одним из первых греческих офицеров отправившихся в Македонию, для организации борьбы местного населения.
Поскольку Греческое королевство не находилось в состоянии войны с Османской империей, эти офицеры официально вышли из состава армии и действовали под псевдонимами.
Катехакис избрал себе псевдоним Капитан Рувас"и возглавлял вооружённый отряд критских добровольцев, который действовал в регионах городов Флорина , Кастория Гревена, и Монастир
После смерти Павлоса Меласа, Катехакис принял командование в Западной Македонии и прибыл на место со своим адъютантом Павлосом Гипарисом в октябре 1904 года. Однако в силу проблем со здоровьем не задержался на месте и уехал в Афины на лечение. Вскоре (13 ноября) его сменил Цондос (Вардас):80.
Перед самым своим отъездом, 12 ноября 1904 года (в болгарских источниках 13 ноября), его отряд, вместе с отрядом военачальника Ефтимия Каудиса, совершил налёт на болгарское село Зеленичи (Склитро), во время свадьбы, и убил 12 вооружённых (по греческим источникам) четника. Однако военачальник Коле, который был основной целью налёта, бежал
В болгарских источниках событие именуется «Резнёй в Зеленичи» и приводится список 12 убитых болгар (из которых 1 женщина и 3 детей, возраста 10-13 лет) и одного турка.
В 1905 году Катехакис вернулся в Македонию и со своим отрядом обосновался и действовал в регионе города Науса:87:91:94.
В списке офицеров, участников Борьбы за Македонию, составленном македономахом Константином Мазаракисом, Георгиос Катехакис числится вторым, сразу после морского офицера Георгиоса Какулидиса:103.

## Военная карьера
После Младотурецкой революции, противоборствующие стороны свернули свою деятельность в Македонии.
Катехакис вернулся в Грецию в 1908 году и был отправлен на Крит, помочь в создании местной национальной гвардии.
К началу Балканских войн Катехакис был повышен в звание капитана.
С началом войны в 1912 году командовал отрядами критских добровольцев в Македонии и в Эпире.
В 1914 году он был повышен в майоры, и был назначен начальником штаба в 11-ю пехотную дивизию, стоявшую в столице Македонии, городе Фессалоники.
Находясь в Салониках и после начала Первой мировой войны, он примкнул в августе 1916 года к своему земляку Элефтерию Венизелосу и его Движению Национальной обороны, создавшему параллельное про-Антантовское правительство в Северной Греции.
Первоначально он был назначен начальником отдела при военном министерстве в правительстве Национальной обороны.
В 1917 году он был назначен начальником штаба в, только что созданном, корпусе армии на Салоникском фронте.
После окончания Первой мировой войны и капитуляции Османской империи, в 1919 году он был послан в Константинополь, возглавляя постоянную греческую делегацию.
В 1919 году, по мандату Антанты, греческая армия заняла западное побережье Малой Азии.Севрский мирный договор 1920 года закрепил временный контроль региона за Грецией, с перспективой решения его судьбы через 5 лет на референдуме населения.
Завязавшиеся здесь бои с кемалистами стали приобретать характер войны, которую греческая армия была вынуждена вести уже в одиночку. Из союзников, Италия с самого начала поддержала кемалистов, Франция, решая свои задачи, стала также оказывать им поддержку. Однако греческая армия прочно удерживала свои позиции. Геополитическая ситуация изменилась коренным образом и стала роковой для греческого населения Малой Азии после парламентских выборов в Греции, в ноябре 1920 года. Под лозунгом «мы вернём наших парней домой» и получив поддержку, значительного в тот период, мусульманского населения, на выборах победили монархисты.
Катехакис, как рьяный сторонник Венизелоса, был демобилизован из армии, в звании генера-майора, став самым молодым (39 лет), на тот момент, генералом в истории армии с воссоздания греческого государства.
Возвращение в страну германофила короля Константина освободило союзников от обязательств по отношению к Греции. Уже в иной геополитической обстановке и не решив вопрос с греческим населением Ионии, монархисты продолжили войну. Правление монархистов завершилось поражением армии и резнёй и изгнанием коренного населения Ионии.
После последовавшего антимонархистском восстания греческой армии в сентябре 1922 года, Катехакис был отозван в армию и назначен революционным правительством губернатором в пограничную с Турцией Западную Фракию, в ожидании возобновления военных действий с турками.
Оставался на этом посту до подписания Лозаннского соглашения.
В 1923 году ушёл в отставку.

## Политическая карьера
На выборах декабря 1923 года Катехакис был избран в Национальный конгресс от критского округа Ираклион (ном).
Принял портфель Военного министра в кратковременном правительстве Фемистокла Софулиса (25 июля — 7 октября 1924 года)
10 марта 1928 года, он был назначен на пост губернатора острова Крит, должность которого была возведена в ранг министра.
Катехакис оставался на этом посту до 22 декабря 1930 года при премьер-министрах Александре Заимисе и Э. Венизелосе
Одновременно, в апреле 1929 года, Катехакис был избран в Сенат Греции
22 декабря 1930 года, Катехакис был назначен Венизелосом военным министром, и оставался на этом посту до отставки правительства Венизелоса в мае 1932 года
В третий раз он стал Военным министром в кратковременном правительстве Венизелоса в 1933 году.
Генерал-майор Катехакис умер в Афинах 22 апреля 1939 года

## Память

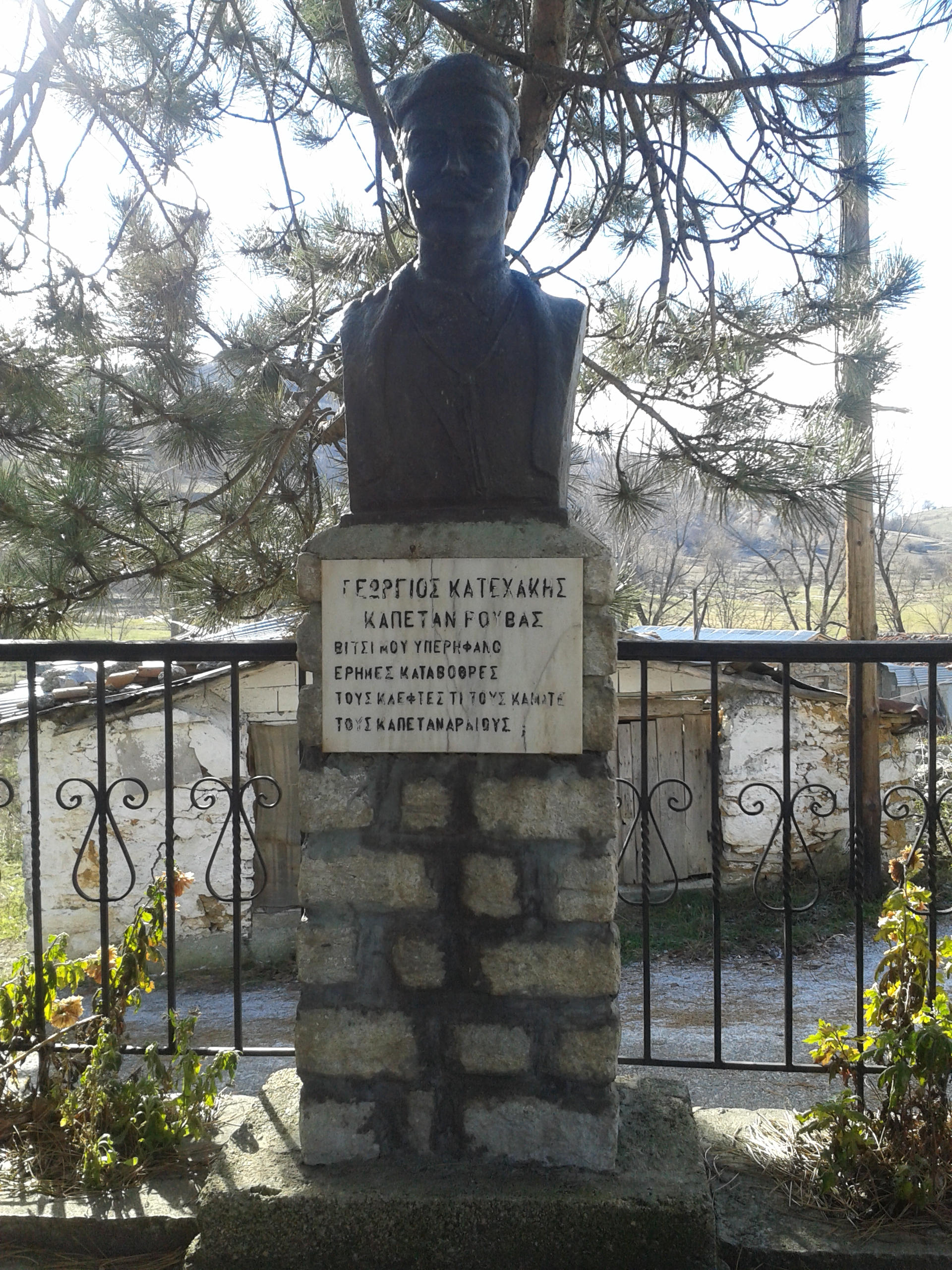
Бюст Катехакиса в селе Оксиа, Западная Македония

Кроме памятников генералу, установленных на Крите и в Македонии, многие муниципалитеты Греции дали имя генерал-майора Георгиоса Катехакиса улицам и площадям своих городов и сёл.
Автомобилисты Афин хорошо знают объездной проспект Катехакиса, проходящий у отрогов горы Имитос.
Имя генерал-майора Катехакиса получила станция метро, расположенная на перекрёстке проспекта Катехакиса и проспекта Месогион (см. Список станций Афинского метрополитена).